# 죽음의 상인
죽음의 상인들(Merchants of death)은 1930년대 미국에서 사용된 말로, 제1차 세계대전(당시에는 대전쟁이라 불렸던)을 공급하고 자금을 제공한 산업과 은행을 비난하는 표현이다.

## 기원
이 용어는 1932년에 '죽음의 상인'이란 제목의 기사로부터 유래했다. 이 기사는 무기 상인인 베이질 자하로프(Basil Zaharoff)에 관한 것이었다. 그 후 이 용어는 H. C. 엔겔브렉트(H. C. Engelbrecht)와 F. C. 하니겐(F. C. Hanighen)이 쓴 고발서인 '죽음의 상인들'이란 책의 제목으로 빌려졌다(1934년 출간).

## 미국
이 용어는 좌익과 우익의 반전 단체에서 모두 유명했으며, 1936년 네이 위원회의 상원 청문회와 관련하여 활발하게 사용되었다. 상원 청문회는 무기 생산업자들이 미국이 제1차 세계대전에 참전하기로 결정하는 데 얼마나 큰 영향력을 행사했는지를 조사했다. 93차례의 청문회가 진행되었고, 200명 이상의 증인이 출석했지만, 음모에 대한 단호한 증거는 거의 발견되지 않았다. 네이 위원회는 음모론을 찾지 못한 것으로 마무리되었는데, 이 때 네이 위원장은 우드로 윌슨 대통령이 제1차 세계대전에 참전할 때 의회에 정보를 숨겼다고 비난했다. 위원회가 음모를 찾지 못하였지만, 무기 생산업자들에 대한 대중의 편견이 바뀌지 않았기 때문에 "죽음의 상인들"이라는 명칭이 사용되었다.

## Nye 보고서 결과
엄청난 군기 판매는 두려움, 적대감, 더 많은 군수품 주문, 경제적 압박, 붕괴 또는 전쟁을 야기할 수 있다. 군수 기업들은 비즈니스를 확보하기 위해 외국 정부 관료들에게 뇌물을 주었다. 독일의 항공 물자 주문에서 이익이 발생했다. 무기 회사들은 중국에 대한 무기 봉쇄를 회피했다. 위원회는 또한 가격 조정 합의와 이윤 공유 계약도 발견했다.

### 대 브리튼 섬
영국에서도 유사한 혐의가 제기되어 1935년부터 1936년에 걸쳐 중대한 정부 조사가 이뤄졌다.

## 도서 주제
《죽음의 상인들(Merchants of Death)》(1934)은 군수 산업의 역사를 다룬다. 이 책에는 듀폰, 콜트, 레밍턴, 빅커스, 슈나이더크로조, 크루프(Krupp), 그리고 쇼다 작업장(Škoda Works)과 같은 기업들이 소개된다. 개인으로는 하이럼 맥심(Hiram Maxim)과 베이질 자하로프(Basil Zaharoff)가 포함된다. 제1차 세계대전 전후의 무기 수입은 비교되었다. 또한 일본의 무기 산업 성장도 다루고 있다.

## 추가자료
- HC 엥겔브레히트
- FC 하니헨
- 나이 위원회
- 바질 자하로프
- 제1차 세계대전의 원인
- 1930년대 중립법
- 사업계획
- 군사-디지털 복합단지
- 빅터 바우트
- 전쟁은 라켓이다

## 같이 보기
- 제1차 세계 대전의 원인
- 빅토르 부트